# Dichotomie classique
Pour les articles homonymes, voir dichotomie.
La dichotomie classique est, en économie, une prise de position théorique selon laquelle il existe une séparation nette entre, d'une part, la sphère réelle de l'économie et la sphère monétaire. La sphère réelle est composée des variables réelles, comme la consommation, l'investissement ou encore l'emploi, là où la sphère monétaire est celle de la monnaie, qui n'affecte en rien les valeurs réelles. Cette position théorique a été soutenue par l'école classique.

## Concept
La dichotomie classique est soutenue par les auteurs de l'école classique à la fin du XVIIIe siècle et au XIXe siècle. Selon eux, la monnaie ne saurait rien modifier de fondamental à l'économie. Il n'existe ainsi pas de différence de nature entre une économie monétaire et une économie de troc : la monnaie étant neutre, elle ne peut en rien influencer sur la sphère réelle, qui évolue séparément. Ce postulat de dichotomie permet ainsi d'étudier les variables réelles sans se soucier des effets de la monnaie.
Cette dichotomie classique doit se comprendre dans le cadre de la théorie quantitative de la monnaie : la quantité de monnaie (la masse monétaire) fait varier le niveau des prix, c'est-à-dire qu'elle peut influencer l'inflation ; mais elle fait varier les prix nominaux, et non les prix relatifs. Ainsi, l'arbitrage des agents (consommateurs et producteurs) reste le même.
Si la dichotomie classique a fait l'objet de beaucoup de débats épistémologiques, la distinction entre la sphère réelle et la sphère monétaire est encore aujourd'hui utilisée dans le cadre de certains modèles, avec une dichotomie de court terme (la monnaie ne s'ajuste pas immédiatement aux valeurs réelles).

## Débats et critiques
La valeur épistémologique de la dichotomie classique a été critiquée par les écoles postérieures à l'école classique. La dichotomie classique est restée un des fondements de la science économique jusqu'à ce que la publication, par John Maynard Keynes, de la Théorie générale de l'emploi, de l'intérêt et de la monnaie, modifie le paysage théorique de l'économie. Keynes décide d'intégrer dans la sphère réelle des phénomènes monétaires. La monnaie n'est pas qu'un moyen de paiement qui huilerait le système des transactions, mais est un bien en soi qui peut être désiré pour soi.
La dichotomie classique est critiquée par Keynes et ses épigones dans la mesure où la distinction entre la sphère monétaire et la sphère réelle ne permet pas de penser aux boucles de rétroaction entre les deux. Le taux d'intérêt est fixé dans la sphère monétaire par la rencontre entre l'offre et la demande de monnaie, mais elle a un effet sur l'investissement dans la sphère réelle.